# Schlossrued
Schlossrued (toponimo tedesco) è un comune svizzero di 841 abitanti del Canton Argovia, nel distretto di Kulm.

## Storia
Il comune di Schlossrued è stato istituito nel 1816 con la soppressione del comune di Rued e la sua divisione nei due nuovi comuni di Schlossrued e Schmiedrued.

## Monumenti e luoghi d'interesse

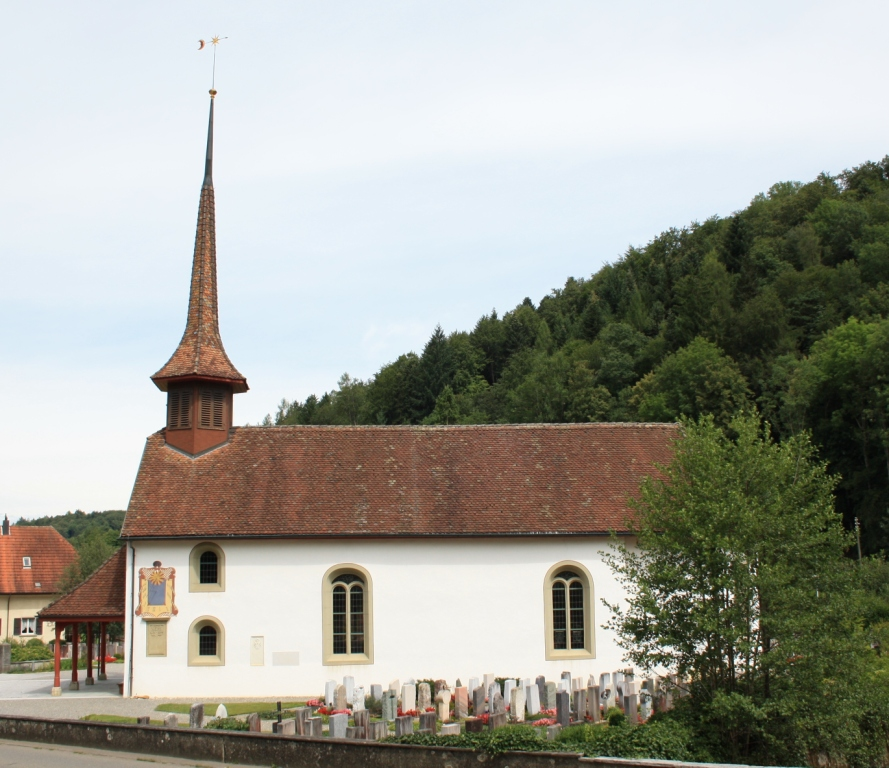
La chiesa riformata di Rued

- Chiesa riformata di Rued in località Kirchrued, eretta nell'XI secolo[1].

## Società

### Evoluzione demografica
L'evoluzione demografica è riportata nella seguente tabella:
Abitanti censiti

## Amministrazione
Ogni famiglia originaria del luogo fa parte del cosiddetto comune patriziale e ha la responsabilità della manutenzione di ogni bene ricadente all'interno dei confini del comune.